# Zigismunds Sirmais
Zigismunds Sirmais (6. maj 1992 i Riga i Letland) er en lettisk spydkaster.
Sirmais opnåede sit bedste resultat med en længde på 84,47 meter den 20. marts 2011 ved European Cup Winter Throwing i Sofia, Bulgarien. Dette resultat slog Andreas Thorkildsens hidtidige verdensrekord på 83,87 meter fra 2001, og er dermed er gældende verdensrekord for juniorer.
Sirmais konkurrerer for klubben Arkādija med træneren Valentīna Eiduka.